# Réorganisation des corps d'infanterie français (1775)
Pour les articles homonymes, voir Réorganisation des corps d'infanterie français et Amalgame militaire.
L'ordonnance royale du 26 avril 1775 réorganise les corps d'infanterie de l'armée française en 68 régiments, dont 12 régiments à 4 bataillons et 56 régiments à 2 bataillons.

## Ordonnance du roi concernant l'infanterie Française du 26 avril 1775
De par le Roi.

Sa Majesté voulant donner à ses régiments d'infanterie Française, une constitution qui lui a paru plus avantageuse au bien de son service, a ordonné et ordonne ce qui suit :

### Article premier
Les régiments de Picardie, Champagne, Navarre, Piémont, Normandie, La Marine, Béarn, Bourbonnais, Auvergne, Flandre, Guyenne et celui de sa Majesté seront conservé à quatre bataillons

### Article 2
Les régiments de Royal, Poitou, Lyonnais, Dauphin, Aunis, Touraine et Aquitaine, seront dédoublés pour former quatorze régiments de deux bataillons chacun.

Savoir :
- Les 1er et 3e bataillons du régiment Royal formeront à l'avenir le Régiment Royal.
- Les 2e et 4e bataillons dudit régiment, formeront un régiment de deux bataillons, qui sera mis sous le titre de Province de Brie.

- Les 1er et 3e bataillons bataillons du régiment de Poitou formeront le Régiment de Poitou.
- Les 2e et 4e bataillons dudit régiment, formeront un régiment, qui sera mis sous le titre de Province de Bresse.

- Les 1er et 3e bataillons bataillons du régiment de Lyonnais formeront le Régiment de Lyonnais.
- Les 2e et 4e bataillons dudit régiment, formeront un régiment, qui sera mis sous le titre de Province du Maine.

- Les 1er et 3e bataillons bataillons du régiment du Dauphin formeront le Régiment du Dauphin.
- Les 2e et 4e bataillons dudit régiment, formeront un régiment, qui sera mis sous le titre de Province du Perche.

- Les 1er et 3e bataillons bataillons du régiment d'Aunis formeront le Régiment d'Aunis.
- Les 2e et 4e bataillons dudit régiment, formeront un régiment, qui sera mis sous le titre de Province du Bassigny.

- Les 1er et 3e bataillons bataillons du régiment de Touraine formeront le Régiment de Touraine.
- Les 2e et 4e bataillons dudit régiment, formeront un régiment, qui sera mis sous le titre de Province de Savoie.

- Les 1er et 3e bataillons bataillons du régiment d'Aquitaine formeront le Régiment d'Aquitaine.
- Les 2e et 4e bataillons dudit régiment, formeront un régiment, qui sera mis sous le titre de Province d'Anjou.

### Article 3
Les régiments d'Eu, de Dauphiné, d'Île-de-France, Soissonnais, La Reine, Limousin, Royal-Vaisseaux, Orléans, La Couronne, Bretagne, Lorraine, Artois, Berry, Hainaut, La Sarre, La Fère, Royal-Roussillon, Condé, Bourbon, Beauvoisis, Rouergue, Bourgogne, Royal-Marine, Vermandois, Languedoc, Beauce, Médoc, Vivarais, Vexin, Royal-Comtois, Beaujolais, Monsieur, Penthièvre, Boulonnais, Foix, Quercy, Chartres, Conti et Enghien seront conservés à 2 bataillons.

### Article 4
Les régiments d'Angoumois, Périgord et Saintonge seront portés à l'avenir à deux bataillons, au moyen des régiments que Sa Majesté a résolu d'y faire incorporer.

Savoir :
- Le régiment de Forez dans le régiment d'Angoumois
- Le régiment de La Marche dans le régiment de Périgord, qui portera à l'avenir le nom de régiment de La Marche du nom de Monseigneur le Comte de la Marche
- Le régiment de Cambrésis dans le régiment de Saintonge
- A l'égard du régiment de Tournaisis, Sa Majesté a jugé à propose de l'incorporer dans le régiment Royal-Italien, ainsi qu'il sera expliqué par l'Ordonnance particulière qu'Elle fera rendre à cet effet[2].
- Le régiment de Dillon sera incorporé dans le régiment de Bulkeley. (Le régiment de Dillon donna son nom au nouveau régiment qui sera dénommé régiment de Dillon et le régiment de Bulkeley donna son ancienneté)[3]
- Le régiment de Berwick sera incorporé dans le régiment de Clare (Le régiment de Berwick donna son nom au nouveau régiment qui sera dénommé régiment de Berwick et le régiment de Clare donna son ancienneté)[3]

Au moyen de quoi il y aura douze régiments de quatre bataillons et cinquante-six de deux bataillons.

### Article 5
Veut Sa Majesté que les régiments dédoublés, prennent rang immédiatement après les régiments d'où ils auront été tirés, et dans l'ordre où ils sont nommés dans les articles précédents.

### Article 6
Sa Majesté voulant établir l'uniformité dans le prix des régiments de son infanterie Française, donnera ses ordres pour faire réduire où augmenter, à mesure que les circonstances le permettront, le prix des régiments qu'Elle a résolu de conserver sur pied, jusqu'à ce que le régiment de Picardie et ceux qui le suivent, jusques et compris le régiment de La Fère, à la réserve de son régiment et de ceux qui ont à leurs tête des Princes de son Sang, soient tous à quarante mille livres et que le régiment de Royal-Roussillon et ceux qui le suivent, jusques et compris celui de Saintonge, soient tous à vingt mille livres.

### Article 7
Chaque bataillon d'infanterie Française, continuera d'être composé d'une compagnie de grenadiers et de 8 compagnies de fusiliers, indépendamment d'une compagnie de chasseurs, lorsque Sa Majesté jugera à propos de la créer....
Suit ensuite jusqu'à l'article 23, la composition des compagnies, escouades, sous-officiers, officiers, état-major, etc. que l'on retrouvera en ligne.

## Ordonnance du roi concernant le régiment Royal-Italien du 26 avril 1775
De par le Roi.

Sa Majesté ayant jugé utile au bien de son service, de donner à son régiment Royal-Italien, une composition plus solide, et de l'assimiler au reste de son infanterie, a ordonné et ordonne ce qui suit :

### Article premier
Le régiment d'infanterie Française de Tournaisis sera supprimé et les neuf compagnies qui le composent seront incorporées dans le régiment Royal d'infanterie Italienne, qui, au moyen de cette incorporation, sera composé à l'avenir de deux bataillons, divisés chacun en neuf compagnies, dont une de grenadiers et huit de fusiliers.
Suit ensuite jusqu'à l'article 36, la composition des compagnies, escouades, sous-officiers, officiers, état-major, etc. que l'on retrouvera en ligne.

## Ordonnance du roi concernant le régiment Royal-Corse du 26 avril 1775
De par le Roi.

Sa Majesté étant dans l'intention de donner à son régiment Royal d'Infanterie Corse, une composition plus solide, et de l'assimiler au reste de son infanterie, a ordonné et ordonne ce qui suit :

### Article premier
Les neuf compagnies qui composent actuellement l'Infanterie de la Légion Corse seront incorporées dans le régiment Royal d'Infanterie Corse, qui, au moyen de cette incorporation, sera composé à l'avenir de deux bataillons, divisés chacun en neuf compagnies, dont une de grenadiers et huit de fusiliers.